# Veľká Čausa
Veľká Čausa este o comună slovacă, aflată în districtul Prievidza din regiunea Trenčín. Localitatea se află la altitudinea de 320 m deasupra n.m., se întinde pe o suprafață de 7,81 km2 și în 2017 număra 480 de locuitori.

## Istoric
Localitatea Veľká Čausa este atestată documentar din 1358.

## Demografie
| An:                | 1994 | 2004   | 2014   | 2024    |
| ------------------ | ---- | ------ | ------ | ------- |
| Număr de persoane: | 419  | 440    | 480    | 546     |
| Diferență:         |      | +5,01% | +9,09% | +13,75% |

| An:                | 2023 | 2024   |
| ------------------ | ---- | ------ |
| Număr de persoane: | 542  | 546    |
| Diferență:         |      | +0,73% |